# Гонфалон

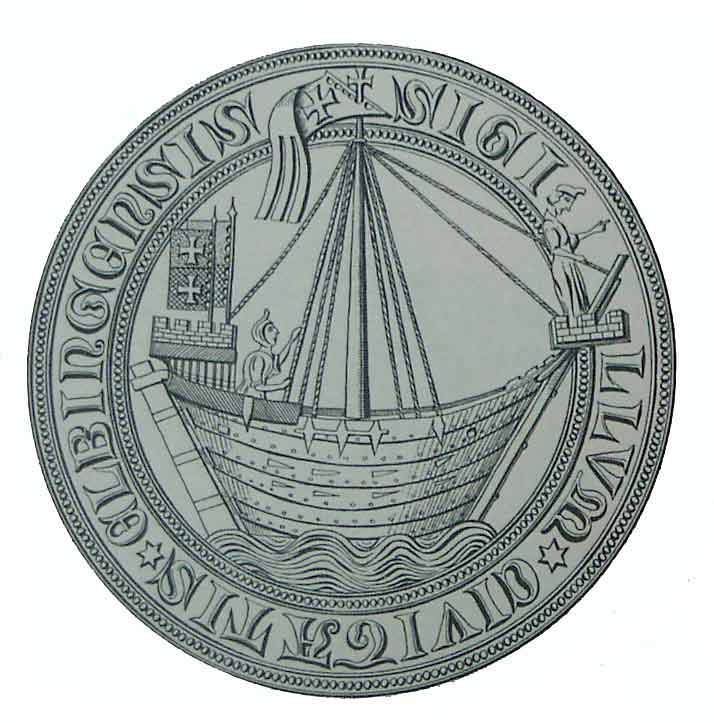
Гонфанон на грот-щоглі ганзейського когга. Печатка міста Ельблонг (1350)

Гонфалон або гонфанон (італ. Gonfalone, фр. gonfalon, ін.-франц. gonfanon. від франк. gundfano, де gund — війна, а fano — прапор) — прапор прямокутної форми, що завжди закінчується декількома стрічками, вимпелами або смугами. Аналог хоругви.
Гонфалон використовувався у військових, церемоніальних та релігійних цілях. Військові та церемоніальні гонфалони прикрашалися гербом або хитромудрим орнаментом, релігійні — зображенням святих.
Вперше почав використовуватись італійськими комунами, пізніше гільдіями та цехами. Гонфалон отримав поширення насамперед на території Італії, але також використовувався німецькими лицарями як бойовий прапор і ганзейськими містами.

## Італія
Італійці використовували гонфалон у церемоніальних та релігійних ходах. Кожна комуна мала власний гонфалон із зображенням свого герба. У виконанні італійців гонфалон більше був схожий на римський вексилум, оскільки кріпився до поперечної перекладини.
У релігійних цілях гонфалони розфарбовували темперою чи олійними фарбами, наносячи зображення святих покровителів міст, сіл чи громад на одну, інколи ж і на обидві сторони. Оскільки гонфалон завжди асоціюється з конкретною групою людей, то іконографія могла бути дуже незвичайною та різноманітною.
Гонфалонське братство (Compagnia del G.), засноване в Римі в 1264, давало під час Страсного тижня драматичні вистави, що зображували страждання Христа. Вистави були заборонені папою Павлом III у 1549 році.

## Німеччина

Герб міста Шверін з гонфаноном

Гонфанон використовувався німецькими лицарями як особистий бойовий прапор з відповідним гербом або символом його володаря. Також ці прапори використовувалися ганзейськими містами, які кріпили їх на свої судна.
Гонфанон кріпився декількома петлями або кільцями до поперечної перекладини, аналогічно італійським гонфалонам, проте кріплення могло бути і просто до держака на зразок прапора.
У пізніший період гонфанони в Німеччині були витіснені військовими штандартами, що кріпилися просто до держака і мали квадратну форму з роздвоєнням на кінці.